# Morris Kirksey
Morris Marshall Kirksey, né le 13 septembre 1895 à Waxahachie et mort le 25 novembre 1981 à San Mateo (Californie), est un athlète spécialiste du sprint et un joueur de rugby à XV américain.

## Biographie
Morris Kirksey remporte deux médailles d'or lors des Jeux olympiques d'Anvers en 1920 : il est un des cinq sportifs à avoir remporté une médaille d'or dans deux sports olympiques différents. Il remporte la médaille d'or en athlétisme pour l'épreuve du relais 4 × 100 m. Il est le dernier relayeur et il contribue à battre le record du monde en 42 s 2. Il remporte également une médaille d'argent sur 100 m, derrière Charlie Paddock. Deux semaines après, il devient champion olympique de rugby à XV en contribuant à la victoire de l'équipe américaine sur la France, 8 points à 0.

## Palmarès

### Jeux olympiques
- Jeux olympiques d'été de 1920 à Anvers, Belgique:
  -  Médaille d'or en relais 4 × 100m.
  -  Médaille d'or en Rugby à XV.
  -  Médaille d'argent sur 100m.